# Kinfolk
Kinfolk est un magazine indépendant américain basé à Portland dans l'Oregon. Spécialisé dans l'art de vivre, le style du magazine prône un style de vie plus lent, qui cultive le sens de la communauté et qui incite ses lecteurs à simplifier leur vie pour la rendre plus saine. Le magazine est publié par Ouur.

## Le magazine
Kinfolk est créé par Nathan Williams, son épouse Katie Searle-Williams et leurs amis Doug et Paige Bischoff en juillet 2011,. Le magazine s'adresse au départ aux jeunes professionnels des milieux artistiques, s'axant principalement sur leur habitation, travail, alimentation et le sens de la communauté au travers de photos, essais, recettes, interviews, portraits et conseils pratiques. Les journalistes, photographes, designers et chefs qui contribuent à Kinfolk viennent de larges secteurs créatifs à l'international. Un numéro de Kinfolk fait souvent appel à plus de 50 contributeurs. La publication rencontre rapidement le succès et influence d'ailleurs d'autres publications, devenant même un adjectif décrivant un type de photographie redondant sur les réseaux sociaux : « des tasses à café ornées de cœurs en mousse de lait, des vélos rétro, des tables en bois brut, des bouquets, des assiettes de courges… ».
Trimestriel, vendu 18 dollars, chaque numéro a un sujet central pour thème. Contenus de cuisine, divertissement, art de vivre vont s'articuler autour du thème commun tout en correspondant à la saison pendant lequel il est publié. Les articles comprennent des interviews de chefs renommés, des exemples de menus, des guides illustrés ainsi que des essais photographiques encourageant les lecteurs à se lancer dans de nouvelles activités.
En addition à la publication papier du magazine, Kinfolk organise mensuellement des community gathering, des rassemblements communautaires, événements qui ont lieu à l'international, se basant sur la saisonnalité. Des ateliers sur les fleurs en pots pour le printemps ou sur la cuisine de feu de camp pour l'été par exemple. Ces événements ont lieu simultanément à différents endroits du monde et ont pour but de rassembler des lecteurs de Kinfolk et de leur offrir des leçons et conseils d'art de vivre. La compagnie produit également à l'international des ateliers de cuisine master class, des livres de cuisine, une série de courts-métrages ainsi qu'une ligne de vêtements.

## Réception
Kinfolk est alors prisé pour son design épuré et son esthétisme photographique. Le magazine au papier mat et épais reste donc plus particulièrement remarqué pour son conformisme de bon goût où tout se veut « parfait », « d'une beauté quasi clinique » comme le décrit L'Express. Prônant le « bien pensant » et ne prenant jamais position, il essuie les critiques, se voyant destiné à « une génération dépourvue d'identité » et ayant juste « une jolie typo, de jolies illustrations et un joli design. »
Portland Monthly (en), un magazine de Portland le décrit comme « une vague distincte dans le monde de la publication » avec « un esthétisme bien à eux ». The New York Times désigne le magazine comme étant « le Martha Stewart Living de la scène de Portland », ajoutant que la ville « avait officiellement surpassé son niveau de niaiserie » avec Kinfolk. En France, L'Express Styles le décrit comme le « magazine culte des hipsters [qui] ont trouvé à la fois une bible, un royaume et un gourou en Kinfolk » et s'interroge sur l'image de cette publication, hésitant à qualifier le magazine de « génie ou d'imposture ».

## Version à l'international
Kinfolk grandit à l'international. Le magazine est publié en chinois, russe et coréen. La compagnie a lancé une édition en japonais en 2013. La version américaine est vendu à, pratiquement, 50 000 exemplaires.

## Autre publication et extension
En octobre 2013, Kinfolk s'est lancé dans la publication de livre de cuisine. The Kinfolk Table: Recipes for small gatherings aux éditions Artisan Books. Il contient 85 recettes traditionnelles fournies par les familles de la communauté Kinfolk, dont des lecteurs de Portland, Brooklyn, Copenhague, du Royaume-Uni et d'autres provenances à l'international.